# Zatrephes bifasciata
Zatrephes bifasciata är en fjärilsart som beskrevs av Rothschild 1933. Zatrephes bifasciata ingår i släktet Zatrephes och familjen björnspinnare. Inga underarter finns listade i Catalogue of Life.